# Turbicellepora canui
Turbicellepora canui är en mossdjursart som beskrevs av Asit Kumar Guha och Konga Gopikrishna 2007. Turbicellepora canui ingår i släktet Turbicellepora och familjen Celleporidae. Inga underarter finns listade i Catalogue of Life.